# Dalton Baldwin
Pour les articles homonymes, voir Baldwin.
Dalton Baldwin, né le 19 décembre 1931 à Summit dans le New Jersey et mort le 12 décembre 2019, est un pianiste américain qui s'est spécialisé dans l'accompagnement des chanteurs lyriques.

## Biographie
Dalton Baldwin fait ses études musicales au Oberlin Conservatory of Music (Ohio), avant d'aller suivre les cours de Madeleine Lipatti et Nadia Boulanger.
Il se spécialise très vite dans l'accompagnement vocal. Au cours de sa carrière, il effectue plus de cent enregistrements et remporte de nombreux prix avec Elly Ameling et Gérard Souzay ; leur collaboration s'étend sur plus de 30 ans.
Dalton Baldwin a accompagné nombre de grandes voix de la seconde moitié du XXe siècle dont Elly Ameling, Jessye Norman, José van Dam, Frederica von Stade, Teresa Berganza, Nicolaï Gedda, Jennie Tourel, Arleen Auger, Michèle Command, Michel Sénéchal, Gabriel Bacquier, Mady Mesplé, de même que le violoncelliste Pierre Fournier et le violoniste Henryk Szeryng. Mais sa carrière a été dominée par son association avec le baryton français Gérard Souzay, qu’il a accompagné régulièrement dans la mélodie française, dans le lied allemand ainsi que dans la mélodie contemporaine, en travaillant avec des compositeurs comme Frank Martin, Alberto Ginastera, Ned Rorem...
Dalton Baldwin a continué sa carrière d’interprète tout en réduisant le nombre de ses apparitions au concert et il s'est consacré davantage à la direction artistique et à l’enseignement. Depuis 1984, il est professeur au Westminster Choir College de l'université Rider à Princeton (New Jersey) et donne des cours aux États-Unis, en Europe et en Asie et au Japon.
Il fait aussi partie de nombreux jurys de concours internationaux.

## Discographie
- Schubert, Die schöne Müllerin, Gérard Souzay, baryton ; Dalton Baldwin, piano (1965, LP Philips 835.260 LY)
- Debussy, mélodies de Debussy - Gérard Souzay, baryton, Elly Ameling, Mady Mesplé, Michèle Command, Frederica von Stade sopranos ; Dalton Baldwin, piano (1971 à 1979, 3CD EMI Classics) (OCLC 25479297)
- Fauré, intégrales des Mélodies de Fauré - Gérard Souzay, baryton ; Elly Ameling soprano ; Dalton Baldwin, piano (1970 à 1974, 4CD EMI Classics / Brilliant Classics) (OCLC 25503623)
- Poulenc, intégrales des mélodies de Poulenc - Gérard Souzay, baryton, Elly Ameling soprano ; Nicolaï Gedda, Parker, Michel Sénéchal ; Dalton Baldwin, piano (1974 et 1977, 4CD EMI Classics) (OCLC 25479680)
- Jessye Norman Sings Duparc / Ravel / Poulenc / Satie - Jessye Norman, soprano ; Dalton Baldwin, piano (1977, LP Philips 9500 356)
- Ravel, mélodies - Felicity Lott ; Mady Mesplé ; Jessye Norman, sopranos ; Teresa Berganza, mezzo-soprano ; Gabriel Bacquier, José van Dam, barytons ; Dalton Baldwin, piano (1984, EMI Classics) (OCLC 20359286)

## Décorations
- Officier de l'ordre du Mérite culturel de Monaco
- Chevalier de l'ordre des Arts et des Lettres